# Uten at du vet det
Uten at du vet det è l'album di debutto della cantante norvegese Sigrun Loe Sparboe, pubblicato il 23 settembre 2013 su etichetta discografica Tylden & Co.

## Tracce
1. Uten at du vet det – 4:20
2. Solefall – 3:38
3. Ta mæ med – 3:15
4. Nord – 3:21
5. Globus med lys – 3:37
6. Ved rokken – 4:31
7. Ingen vet – 1:59
8. Unnskyld – 3:26
9. Så kom du – 3:42
10. Månekveld i oktober – 3:59
11. Bitter – 3:25
12. Brevet – 3:06
13. Det umulige (live) – 4:27
14. Regnet (live) – 4:17

## Classifiche
| Classifica (2013) | Posizione massima |
| ----------------- | ----------------- |
| Norvegia          | 27                |